# Heinrich Götze
Heinrich Götze, även Goetze, född 7 april 1836 i Wartha, Schlesien, död 14 december 1906 i Breslau, var en tysk musiker.
Goetze blev i en något äldre ålder elev vid Leipzigs musikkonservatorium och inriktade sig främst på sång, men då han tappade rösten, övergick han dels till komposition, dels till lärarverksamhet. Särskilt på det senare området blev han ett ansett namn och utgav Populäre Abhandlungen über Klavierspiel och i synnerhet Musikalische Schreibübungen (1882), den första tyska skrift, som förespråkade denna typ av musikundervisning (musikdiktat), som senare vann insteg i både Tyskland och Frankrike.